# Junta Provisional Gubernativa
De Junta Provisional Gubernativa (Nederlands: Tijdelijk Bestuur) was een raad van acht personen, met als voorzitter Francisco del Rosario Sánchez. De Junta Provisional was samengesteld na het uitroepen van de Dominicaanse Republiek op 27 februari 1844 en had als functie het samenstellen van de Junta Central Gubernativa (Centrale Raad). 

## Geschiedenis
In 1839 had Juan Pablo Duarte het Trinitarium opgericht voor de verdrijving van de Haïtiaanse overheersers en de stichting van een onafhankelijke Dominicaanse Republiek. De Haïtiaanse overheid wilde hem arresteren waardoor hij in ballingschap ging. Hierna heeft Francisco del Rosario Sánchez de leiding van de organisatie overgenomen.
Na een twee dagen durende strijd, zonder bloedvergieten, werd in de nacht van 27 februari 1844 bij de Baluarte del Conde de laatste beslissende fase bereikt, waardoor de Haïtianen capituleerden. 
Francisco Sánchez werd als voorzitter van de Junta Provisional aangesteld vanwege zijn grote inzet en kennis van de zaak, waardoor hij de eerste leider van de Dominicaanse Republiek in oprichting werd.
De volgende dag werd de raad door hem samengesteld, die voorbereidingen moest treffen voor installatie van een voorlopige regering. Hiervoor had men slechts één dag nodig omdat het Trinitarium op 26 januari 1844 al voorbereidingen had getroffen voor deze situatie.
Deze raad bestond uit Francisco del Rosario Sánchez (voorzitter), José Joaquin Puello, Remigio del Castillo, Thomas Bobadilla, Manuel Jimenez en Ramón Matías Mella en werd later die dag nog uitgebreid met Concha Mariano Echevarria en Pedro de Castro y Castro. 

## Politiek
De situatie was evenwel niet eenvoudig door de twee kampen van de voorgestelde kandidaten, de republikeinen met het Trinitarium als drijvende kracht enerzijds en de conservatieven, die de nieuwe republiek onder bescherming van Frankrijk wilden brengen, anderzijds. Hierdoor waren in de regeringsraad ook personen die de onafhankelijkheid konden bestendigen, waaronder Francisco del Rosario Sánchez en Ramón Matías Mella die samen met Juan Pablo Duarte nu gezien worden als de stichters van de natie.  

## Einde
Op 29 februari 1844 werd de leiding in handen gegeven van de Junta Central Gubernativa en eindigde het bestaan van de Junta Provisional Gubernativa. De Junta Central bestond uit elf personen vanwege de rechtsgeldigheid. De deelnemers aan deze raad waren: Tomás Bobadilla (voorzitter), Manuel Jimenez (vicevoorzitter), Silvano Pujols (secretaris) en Manuel María Valverde, Francisco Javier Abreu, Felix Mercenary, Carlos Moreno, Mariano Echevarria, Francisco Sanchez, Jose Maria Caminero, en Ramón Matias Mella.